# Matteo Castaldo

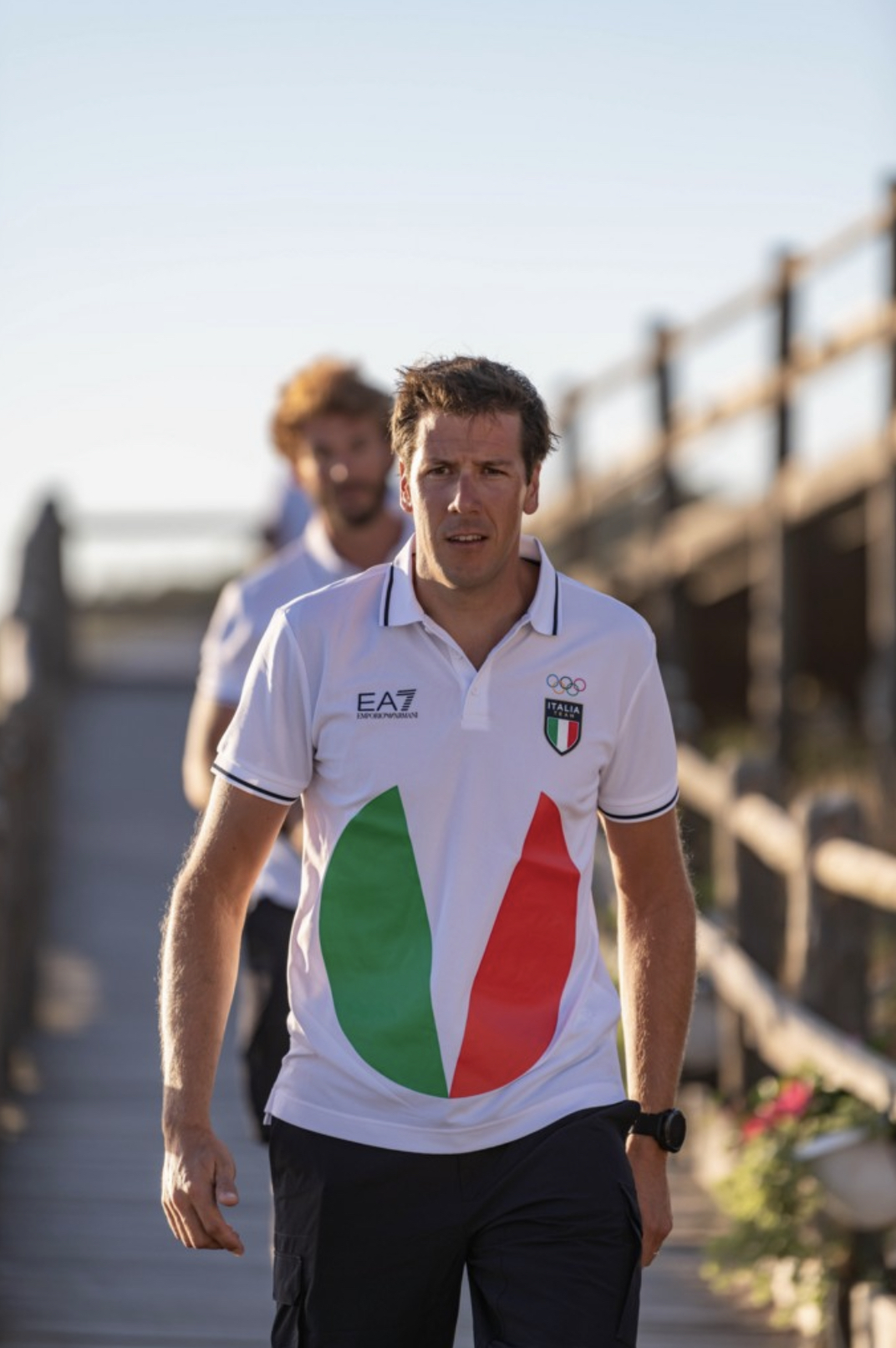

Matteo Castaldo (* 11. Dezember 1985 in Neapel) ist ein italienischer Ruderer. Er gewann zwei olympische Bronzemedaillen.

## Sportliche Karriere
Matteo Castaldo begann 1996 mit dem Rudersport. 2003 belegte er im Zweier ohne Steuermann den vierten Platz bei den Junioren-Weltmeisterschaften. Bei den U23-Weltmeisterschaften 2004 erhielt er die Silbermedaille im Leichtgewichts-Vierer ohne Steuermann. 2007 gewann er ebenfalls U23-Silber, diesmal im Zweier ohne Steuermann ohne Gewichtsbeschränkung. 2008 und 2009 ruderte Castaldo im Ruder-Weltcup, danach blieb er zwei Jahre ohne internationales Ergebnis.
Bei den Europameisterschaften 2012 kehrte Castaldo mit einem neunten Platz  im Vierer ohne Steuermann in den internationalen Regattasport zurück. 2013 bildete er einen Zweier ohne Steuermann mit Marco Di Costanzo, nach einem vierten Platz bei den Europameisterschaften 2013 erreichten die beiden einen zweiten Platz beim Weltcup in Luzern und einen sechsten Platz bei den Weltmeisterschaften. Bei den Mittelmeerspielen in Mersin gewannen die beiden den Titel. Im Jahr darauf folgten ein fünfter Platz bei den Europameisterschaften und ein siebter Platz bei den Weltmeisterschaften.
2015 entstand ein neuer italienischer Vierer ohne Steuermann mit Marco Di Costanzo, Matteo Castaldo, Matteo Lodo und Giuseppe Vicino. Beim Weltcup in Varese belegten die Italiener den zweiten Platz hinter dem US-Vierer, in Luzern siegten die Australier vor den Italienern. Bei den Weltmeisterschaften 2015 auf dem Lac d’Aiguebelette gewannen die Italiener den Titel vor den Australiern und den Briten. Im Jahr darauf ruderten Domenico Montrone, Castaldo, Lodo und Vicino im italienischen Vierer, in dieser Besetzung gewannen sie die Bronzemedaille bei den Olympischen Spielen 2016 hinter den Briten und den Australiern. Bei den Europameisterschaften 2017 siegte der italienische Vierer ohne Steuermann mit Di Costanzo, Giovanni Abagnale, Castaldo und Montrone, und zum Abschluss der Saison gewann das Quartett Silber bei den Weltmeisterschaften in Florida hinter Australien.
Bei den Europameisterschaften 2018 belegte der italienische Vierer mit Vincenzo Abbagnale, Giovanni Abagnale, Marco Di Costanzo und Matteo Castaldo den vierten Platz. Anderthalb Monate später startete das Boot bei den Weltmeisterschaften in Plowdiw mit Matteo Castaldo, Bruno Rosetti, Matteo Lodo und Marco Di Costanzo. Wie im Vorjahr gewann der italienische Vierer Silber hinter den Australiern. Bei den Europameisterschaften 2019 belegte der italienische Vierer den fünften Platz. Drei Monate später bei den Weltmeisterschaften in Linz/Ottensheim ruderte der italienische Vierer ohne Steuermann in der Besetzung Di Costanzo, Abagnale, Bruno Rosetti und Castaldo auf den vierten Platz. 2020 gewannen die Italiener in der gleichen Besetzung hinter den Niederländern die Silbermedaille bei den Europameisterschaften in Posen. 2021 erruderte Castaldo mit dem Vierer die Bronzemedaille bei den Europameisterschaften. Bei den Olympischen Spielen in Tokio qualifizierten sich im Viererwettbewerb Matteo Castaldo, Bruno Rosetti, Matteo Lodo und Giuseppe Vicino für das Finale. Marco Di Costanzo ersetzte im Finale Bruno Rosetti, in der Besetzung Castaldo, Di Costanzo, Lodo und Vicino gewann der italienische Vierer die Bronzemedaille hinter den Australiern und den Rumänen.
2022 bei den Europameisterschaften in München belegte Castaldo mit dem italienischen Achter den dritten Platz hinter den Briten und den Niederländern.
Der 1,86 m große Matteo Castaldo rudert für den RYC Savoia.